# Josep Oller
Josep Oller i Roca (Terrassa, 10 februari 1839 – Parijs, 10 april 1922) was een Frans ondernemer van Spaanse komaf die het grootste gedeelte van zijn leven in Parijs woonde. Hij was de oprichter van de Moulin Rouge en de uitvinder van Pari-Mutuel, een goksysteem voor meer dan twee personen dat vaak bij paardenraces gebruikt wordt.

## Biografie
Josep Oller werd geboren in Terrassa, maar emigreerde als kind naar Frankrijk. Zijn ouders, Francesc Oller i Teresa Roca, waren textielondernemers. Hij verhuisde naar Spanje om in Bilbao te studeren en om Spaans te leren, omdat hij thuis enkel Catalaans sprak. In Spanje werd Josep Oller liefhebber van hanengevechten en begon hij zijn carrière als bookmaker. Later vertrok hij opnieuw naar Parijs om in het familiebedrijf te werken. Na zijn terugkeer in Parijs, in 1867, vond Josep Oller een nieuw goksysteem uit, dat hij Pari Mutuel noemde. Hij introduceerde dit systeem succesvol in Frankrijk. Desondanks werd hij in 1874 veroordeeld tot 15 dagen cel en kreeg hij een geldboete voor illegale gokpraktijken. In 1891 werd zijn systeem door de Franse autoriteiten gelegaliseerd. Al gauw verspreidde het systeem zich over de overgrote meerderheid van de racebanen ter wereld. 
In 1870 verhuisde Josep Oller tijdelijk naar Londen om de Frans-Duitse Oorlog te vermijden, waar hij in contact kwam met de showbusiness. Vanaf 1876 richtte hij zich voornamelijk op de showbusiness, zo opende hij verscheidene auditoria en amusementslocaties: Fantaisies Oller, La Bombonnière, Théâtre des Nouveautés, Nouveau Cirque en de Montagnes Russes. In 1889 opende hij de beroemde Moulin Rouge. Vier jaar later werd de allereerste Parijse showbühne geopend: Paris Olympia.
Josep Oller stierf op 10 april 1922 en werd begraven op de beroemde begraafplaats Père-Lachaise.